# 李怀思
李怀思（1929年11月—2020年10月9日），中华人民共和国政治人物。

## 生平
1944年1月参加工作，1946年1月加入中国共产党。1944年1月在鲁南青年干校学习，1944年7月后历任山东省临城县青年救国会工作人员，鲁中南青年干校组织干事。之后担任湖嘉地委干校副教育长，宣传部副科长。1977年3月至8月，担任中共嘉善县第四届委员会常委。1984年4月，担任新成立的计划委员会书记，后担任嘉兴市计委副主任，1984年4月至1988年6月，担任嘉兴市计划委员会主任。2020年10月9日，在嘉兴逝世，享年91岁。